# Charge tandem

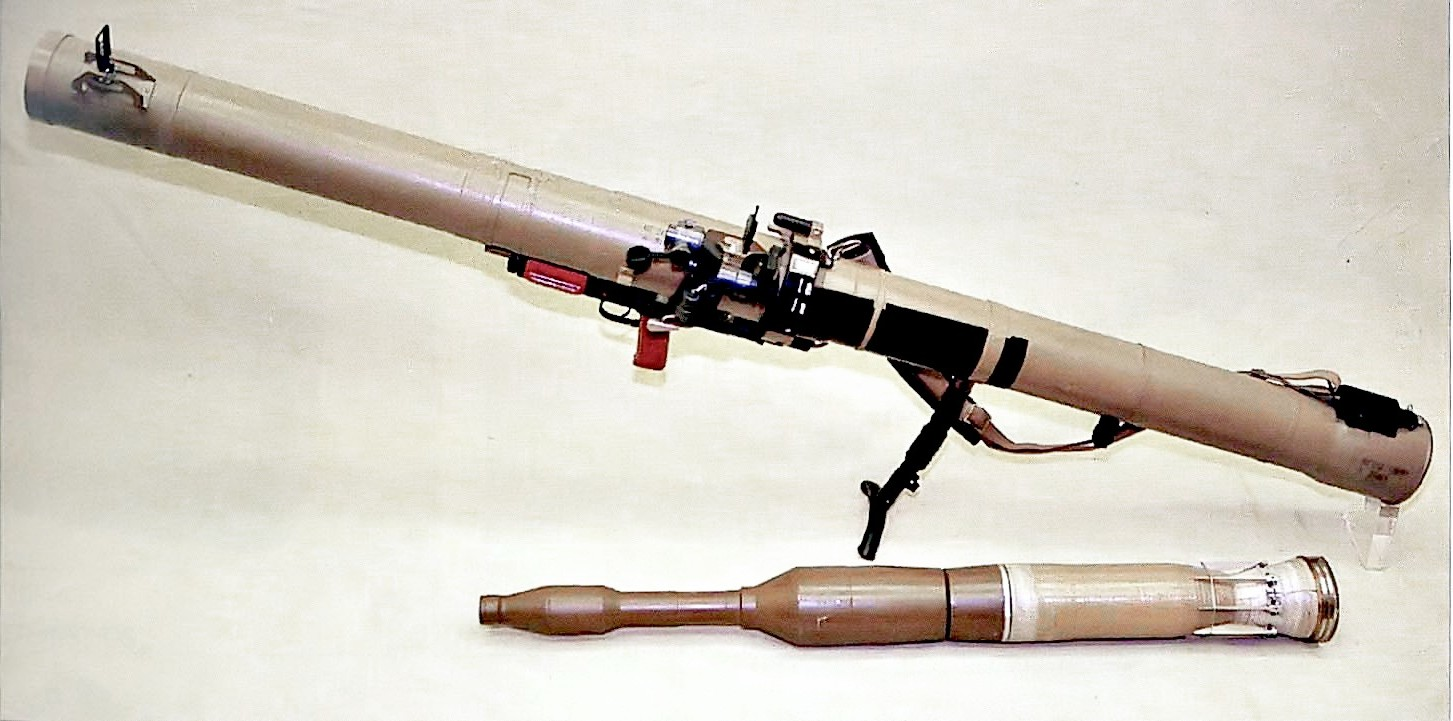
Un RPG-29 et sa roquette PG-29V, qui possède une charge tandem.

La charge tandem est un type de charge militaire conçue pour perforer les véhicules blindés protégés par un blindage réactif explosif.

## Principe
L'appellation charge tandem provient de la disposition, en tandem, de deux charges creuses, montées l'une derrière l'autre.
La première, déclenche les processus physiques assurant l'effet de protection tel qu'un blindage réactif explosif.
La seconde est amorcée avec un retard égal à la « durée de vie » du blindage adverse. De plus grand calibre que la première, elle assure alors la perforation.

## Utilisations récentes
- Missile antichar portable Milan (à partir de 1993) et son remplaçant, l'Akeron.
- Missile AT-14 Kornet russe fut très utilisé par le Hezbollah  durant le conflit israélo-libanais de 2006, car ils étaient les seuls dans la région capables de percer le blindage des chars israéliens Merkava[réf. nécessaire].
- Missile anti-char FGM-148 Javelin.
- Missile antichar lourd HOT 3.
- Le Yassine 105, version améliorée du Yassine du Hamas palestinien, a connu une utilisation importante par les combattants du groupe islamiste lors de la guerre à Gaza depuis 2023[2],[3].